# سرگی گوربنکو
سرگی گوربنکو (انگلیسی: Sergiy Gorbenko؛ زادهٔ ۳۰ ژوئیهٔ ۱۹۸۵) بازیکن بسکتبال  اهل اوکراین است.